# Calacadia livens
Calacadia livens is een spinnensoort uit de familie Desidae. De soort komt voor in Chili.